# Estación Capão Redondo
Estación Capão Redondo es una estación de la Línea 5-Lila del metro en el barrio homónimo de la ciudad brasileña de São Paulo.
Fue inaugurada el 20 de octubre del 2002, siendo estación terminal de la Línea en sentido oeste, y está ubicada en la Avenida Carlos Caldeira Filho, 4.261 (esquina Estrada de Itapecerica).

## Características

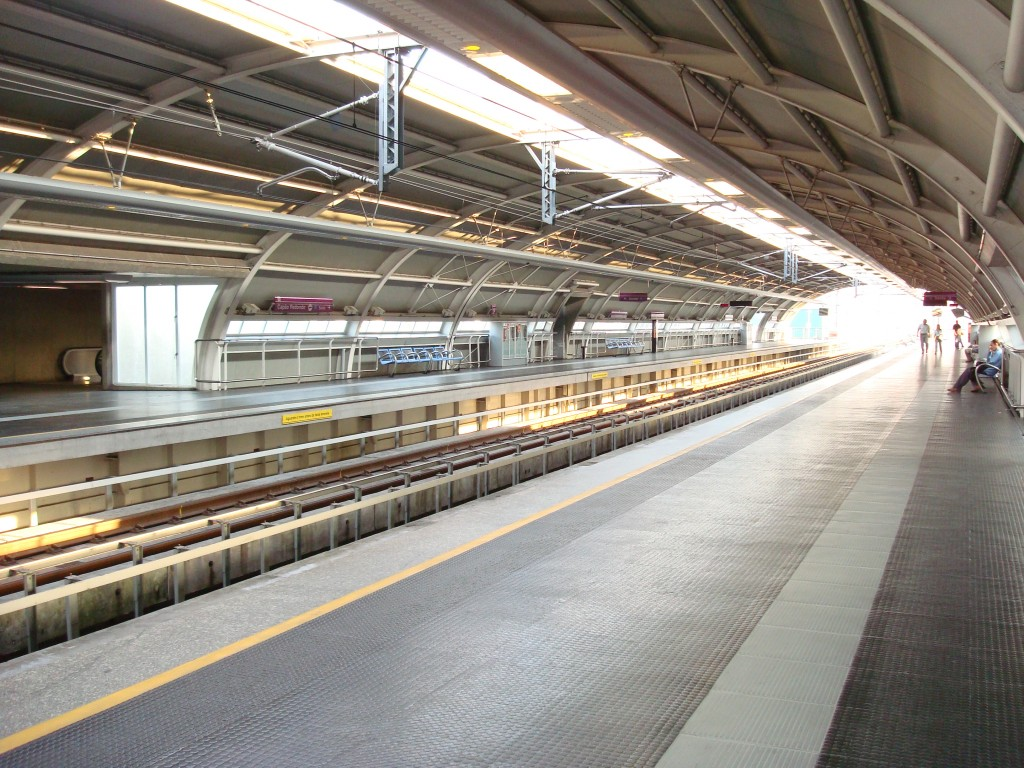
Plataformas de la estación Capão Redondo.

Estación elevada, con hall de distribución en el nivel del suelo, estructura en concreto aparente, plataformas laterales en estructura mixta de concreto y metálica, con techado de estructura metálica en forma de pórtico elíptica y tejas de aluminio tipo sándwich. Posee accesos para discapacitados físicos e integración con Terminal de Ómnibus urbanos.
Circulación vertical compuesta de 6 escaleras mecánicas, 2 escaleras fijas y 2 ascensores.
Capacidad de hasta 22.000 pasajeros/hora/pico (máximo del 2010).
Área construida de 5.209m².

## Líneas de EMTU
La estación Capão Redondo está integrada con una Terminal Metropolitana con líneas que salen para los municipios de Embú das Artes e Itapecerica da Serra.
| Línea | Prefijo | Ciudad               | Barrio               |
| ----- | ------- | -------------------- | -------------------- |
| 001   | TRO     | Itapecerica da Serra | Parque Paraíso       |
| 001   | BI1     | Itapecerica da Serra | Jardim Santo Eduardo |
| 002   | TRO     | Embú                 | Engenho Velho        |
| 193   | TRO     | Embú                 | Jardim Santa Tereza  |
| 339   | TRO     | Itapecerica da Serra | Jardim Cinira        |
| 340   | TRO     | Itapecerica da Serra | Jardim São Marcos    |
| 451   | TRO     | Itapecerica da Serra | Jardim Branca Flor   |
| 484   | TRO     | Embú                 | Jardim da Luz        |
| 513   | TRO     | Itapecerica da Serra | Jardim das Oliveiras |
| 527   | TRO     | Embú                 | Jardim Vista Alegre  |
| 531   | TRO     | Itapecerica da Serra | Recreio Primavera    |
| 551   | TRO     | Embú                 | Jardim Vista Alegre  |

## Líneas de SPTrans
Líneas de la SPTrans que salen de la Estación Capão Redondo:
| Línea   | Destino                |
| ------- | ---------------------- |
| 7005-51 | Jardim Vera Cruz       |
| 7006-51 | Jardim Horizonte Azul  |
| 707C/10 | Terminal Jardim Ângela |

## Tabla
| Sigla | Estación      | Inauguración          | Capacidad                  | Integración                                           | Plataformas | Posición | Comentarios                                  |
| ----- | ------------- | --------------------- | -------------------------- | ----------------------------------------------------- | ----------- | -------- | -------------------------------------------- |
| CPR   | Capão Redondo | 20 de octubre de 2002 | 22 mil pasajeros hora/pico | Bilhete Único de SPTrans, Terminal de Ómnibus de EMTU | Laterales   | Elevada  | Estación con estructura de concreto aparente |